# (29593) 1998 FA129
A (29593) 1998 FA129 a Naprendszer kisbolygóövében található aszteroida. A LINEAR projekt keretében fedezték fel 1998. március 22-én.